# Teorema de Kirszbraun
En matemáticas, específicamente análisis real y análisis funcional, el teorema de Kirszbraun establece que si U es un subconjunto de algún espacio de Hilbert H1, y H2 es otro espacio de Hilbert, y 
f : U → H2
es un mapa continuo de Lipschitz, entonces hay un mapa continuo de Lipschitz 
F: H1 → H2
que extiende f y tiene la misma constante de Lipschitz que f.
Téngase en cuenta que este resultado en particular se aplica a los espacios euclídeos En y Em, y fue de esta forma que Kirszbraun formuló y demostró originalmente el teorema. La versión para espacios de Hilbert se puede encontrar, por ejemplo, en (Schwartz 1969, p. 21). Si H1 es un espacio separable (en particular, si es un espacio euclidiano) el resultado es cierto en la teoría de conjuntos de Zermelo-Fraenkel; para el caso completamente general, parece necesitar alguna forma del axioma de elección; el teorema ideal primero de Boole es conocido por ser suficiente.
La demostración del teorema utiliza características geométricas de los espacios de Hilbert; el enunciado correspondiente para los espacios de Banach no es cierto en general, ni siquiera para los espacios de Banach de dimensión finita. Por ejemplo, es posible construir contraejemplos donde el dominio es un subconjunto de Rn con la norma máxima y Rm lleva la norma euclidiana. De manera más general, el teorema falla para {\displaystyle \mathbb {R} ^{m}} equipado con cualquier norma {\displaystyle \ell _{p}} ({\displaystyle p\neq 2}) (Schwartz 1969, p. 20).
Para una función con valor R, la extensión es proporcionada por {\displaystyle {\tilde {f}}(x):=\inf _{u\in U}{\big (}f(u)+{\text{Lip}}(f)\cdot d(x,u){\big )},} donde {\displaystyle {\text{Lip}}(f)} es la constante de Lipschitz de f en U.

## Historia
El teorema fue probado por Mojżesz David Kirszbraun, y más tarde fue probado de nuevo por Frederick Valentine, quien lo demostró por primera vez para el plano euclidiano. A veces, este teorema también se denomina teorema de Kirszbraun-Valentine.